# Пордик
Пордѝк (на френски: Pordic) е град в департамент Кот д'Армор, регион Бретан, Западна Франция. Според данни от преброяването през 2007 г. има население от 5674 души.